# کوپ هیملب (ل) او
کوپ هیملبلاو (به آلمانی: Coop Himmelb(l)au) تأسیس ۱۹۶۸، نام یک شرکت معماری مشهور اتریشی است.

## مهمترین آثار معماری
- مجتمع سینمایی یو اف ای